# Tumba de Nebamun
|                |   |   |   |
| \| \| \| \| \| |   |   |   |
|                |   |   |   |
| p              | p | i | i |

| p | p | i | i |

|                |   |   |   |
| \| \| \| \| \| |   |   |   |
|                |   |   |   |
| p              | p | i | i |

| p | p | i | i |

|                |   |   |   |
| \| \| \| \| \| |   |   |   |
|                |   |   |   |
| p              | p | i | i |

| p | p | i | i |

|                |   |   |   |
| \| \| \| \| \| |   |   |   |
|                |   |   |   |
| p              | p | i | i |

| p | p | i | i |

La tumba de Nebamun poseía un conjunto de pinturas murales de la XVIII Dinastía que se encontraban en la necrópolis de Tebas; actualmente están custodiadas en el British Museum de Londres. Tenía las mejores pinturas de las tumbas del Antiguo Egipto, creadas para un funcionario de nivel medio por un artista desconocido. La tumba no solo cumplía su función de enterramiento de Nebamun y su esposa, sino que tenía una zona accesible que servía como capilla funeraria, donde sus familiares podían celebrar ceremonias en su honor. La tumba poseía numerosas escenas funerarias que actualmente se encuentran en el Museo Británico.
Fue descubierta en 1820 por Giovanni d'Athanasi. Por orden de Henry Salt, las pinturas murales fueron retiradas, y los once fragmentos más importantes se encuentran ahora en el Museo Británico considerados como una de las más famosas obras de arte del Antiguo Egipto. Datan de 1400-1350 a. C., en tiempos del reinado de Tutmose IV o Amenhotep III, de la dinastía XVIII. Después de diez años de investigación y restauración, las pinturas fueron expuestas de nuevo en 2009.

## Nebamun
En todos los murales el nombre de Nebamun está dañado, pero puede ser fácilmente reconstruido. Su título completo es Escriba y Contable en el granero de cereales del divino Amón. Este título no era demasiado importante, pero sí lo suficiente para que pudiese construirse una tumba al trabajar para el templo de Karnak, una de las instituciones más poderosas de la época. En la jerarquía del templo no tenía importancia, no era un supervisor; probablemente se ocupaba de la recogida y el suministro del grano, propiedad real. Las escenas agrícolas encontradas en su tumba eran un tema frecuente entre las personas con este tipo de títulos.
No sobrevive ninguna inscripción que testimonie cuándo vivió Nebamun, pero el estilo de sus pinturas indican del reinado de Tutmose IV (ca. 1397-1388 a. C.) y Amenhotep III. (Ca. 1388-1351 a. C.) La semejanza estilística con las tumbas de Najt (TT52) y Menna (TT69) hace que algunos egiptólogos supongan que fueron pintadas por el mismo artista o grupo de artistas.

## Pinturas

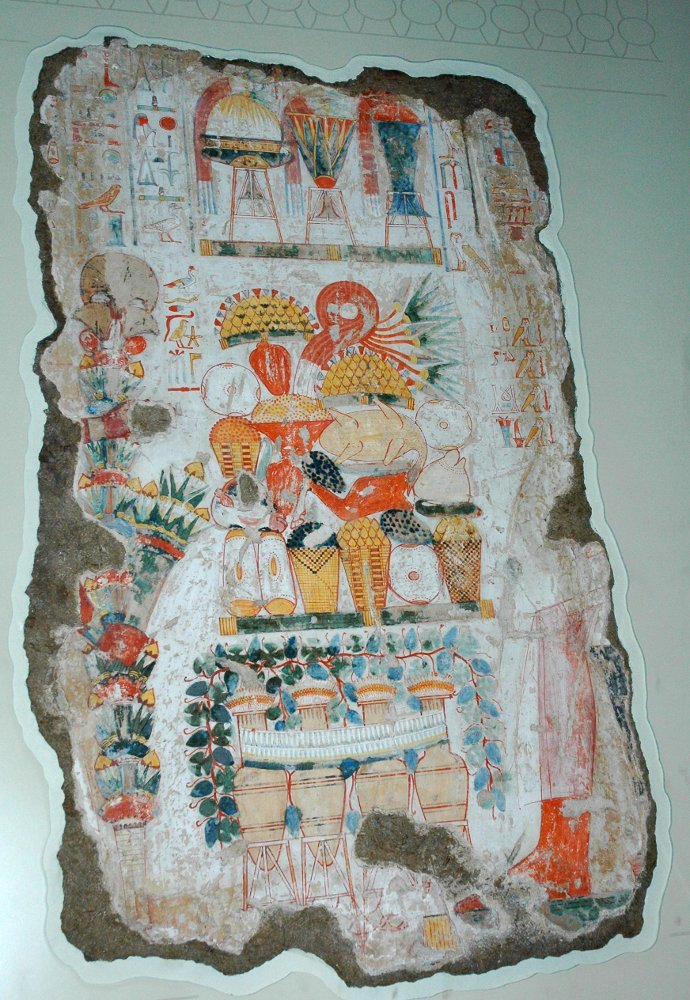
Ofrenda funeraria de la capilla de Nebamun.

### Ofrenda
La ofrenda de alimentos para el fallecido propietario de la tumba es una escena clave en la capilla funeraria, ya que refleja metafóricamente su finalidad principal y es uno de los motivos más antiguos del arte funerario egipcio. La capilla era el lugar en donde se celebraba el culto a Nebamun tanto en su funeral como en varios festivales. 
Los restos conservados y escenas similares de otras tumbas indican que el fragmento era parte de un cuadro mayor, en el que el hijo realiza una ofrenda ritual a su padre muerto. La escena era a la vez un ideal de cómo persistir después de la muerte, y una representación de las verdaderas oblaciones que se llevaban a cabo en este lugar. En el centro de la escena están las dádivas que se presentan ante Nebamun. Del hijo oferente solo se ve la mano izquierda, y del receptor, Nebamun, se ven las piernas en la parte inferior derecha. D'Athanasis intentó llevarse solo la presentación de las ofrendas, como se puede ver en un corte en la esquina superior derecha, donde se hizo un primer intento de arrancar la escena de la pared antes de hacerlo con un trozo mayor.

### Banquete
La escena del banquete se compone de tres fragmentos guardados en el British Museum y dos más pequeños en el Musée des Beaux-Arts de Lyon. El banquete es una de las principales escenas representadas en las capillas funerarias de la dinastía XVIII. Se muestra la reunión en la tumba de amigos y parientes del señor, entretenidos por bailarines y músicos mientras se sirve comida, vino y perfume, y el señor y su mujer ocupan el lugar de honor, sentados juntos. Algunas de las personas asistentes ya han muerto porque se sugiere una representación idealizada y atemporal de las celebraciones. También muestra el tipo de vida que el fallecido llevó en vida, y de sus familiares y conocidos, representando su asistencia al funeral y otros festivales.

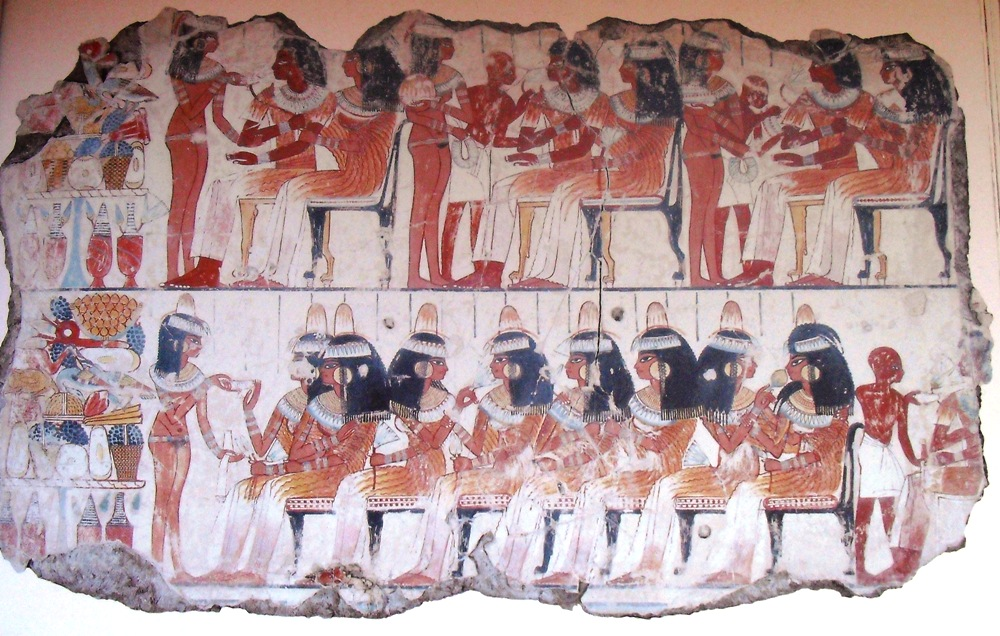
Fragmento de la escena del banquete.
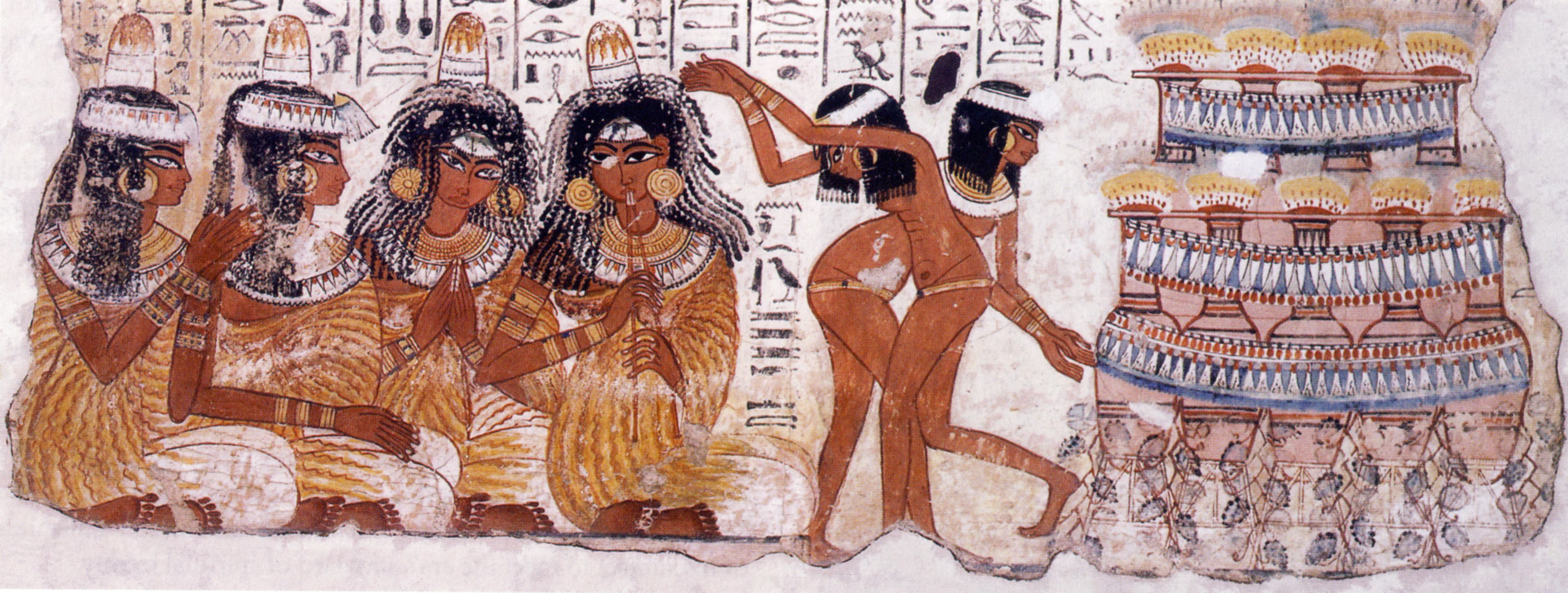
Fragmento de la escena, con las músicas y bailarinas.
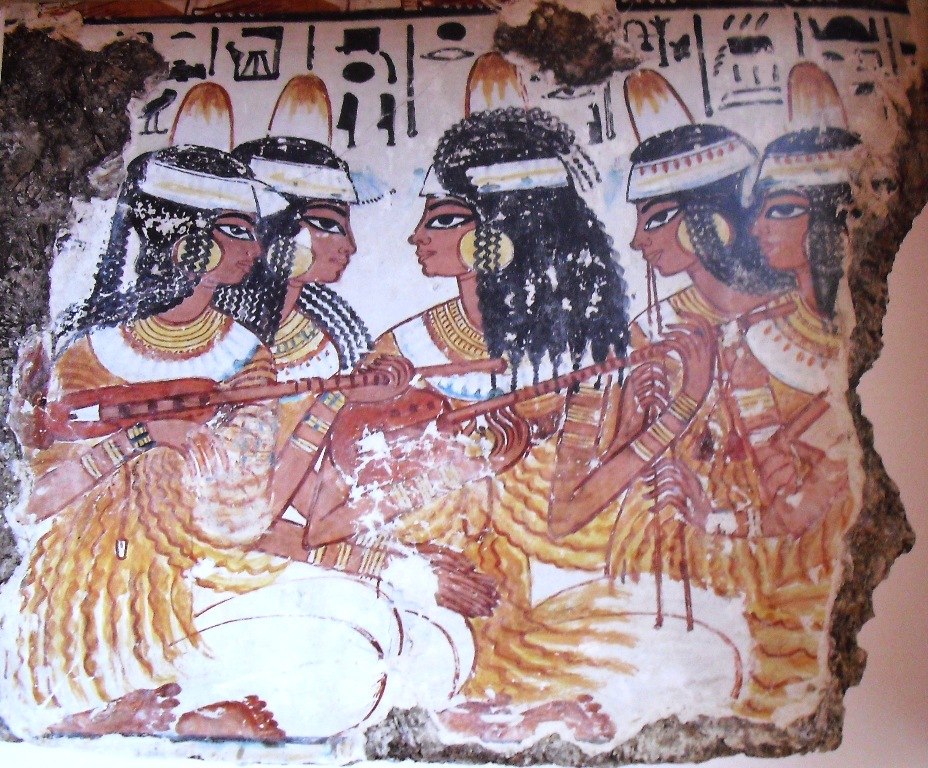
Detalle de la escena del banquete, con las intérpretes de arpas y flautas.

### Supervisión de la recolecta de productos
Esta escena está en tres fragmentos, que fueron dispuestos en dos registros. Muestran a Nebamun mientras supervisa los animales que formaban parte de las mercancías de las que estuvo encargado de recoger y almacenar o bien de los que le pertenecían. Estos animales domésticos eran un lujo en la preparación de alimentos, y la cuidada composición de la escena es la evidencia de la prosperidad y la vitalidad del templo de Amón y por ende de sus escribas, como Nebamun. Así que esta escena no representa solo la riqueza y abundancia que Nebamun esperaba en la otra vida, también refleja su carrera profesional, el trabajo que le trajo riqueza y prestigio en esta vida.

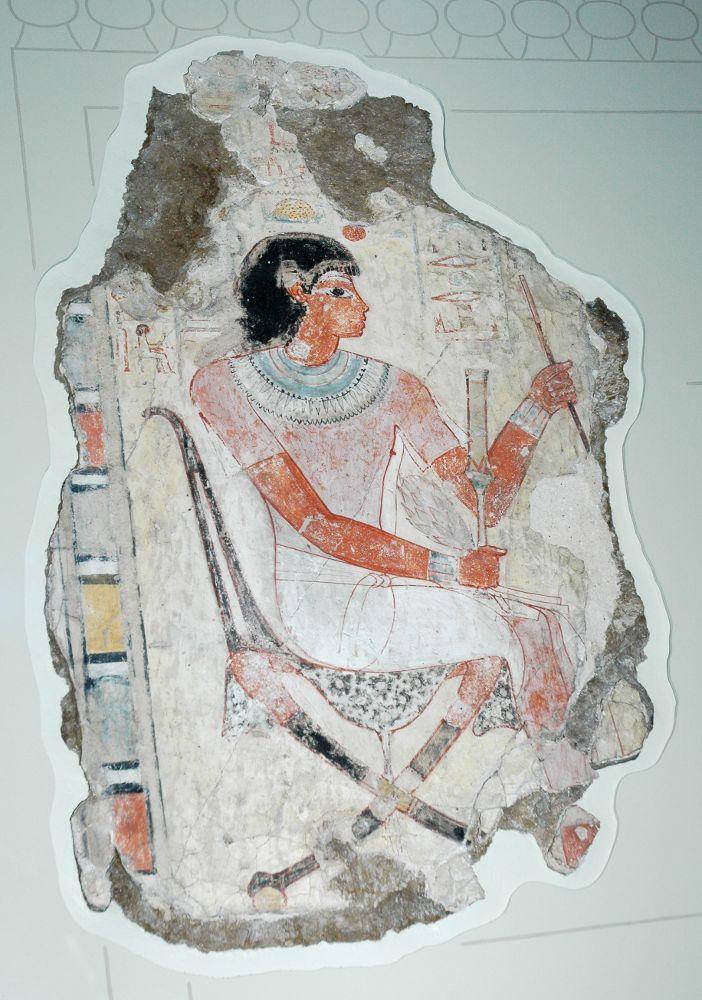
Nebamun, revisión de la producción agraria.
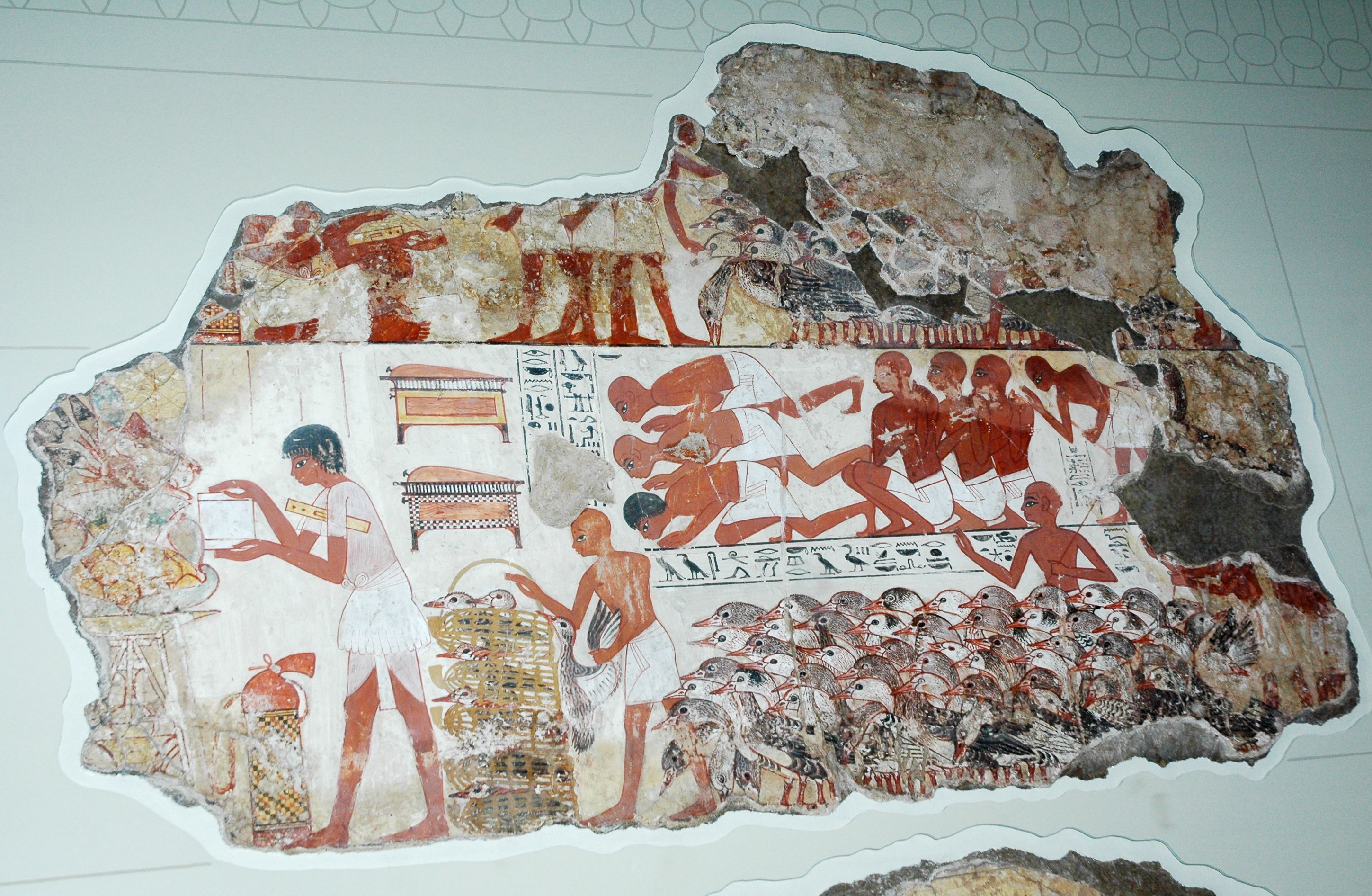
Presentación de los gansos.
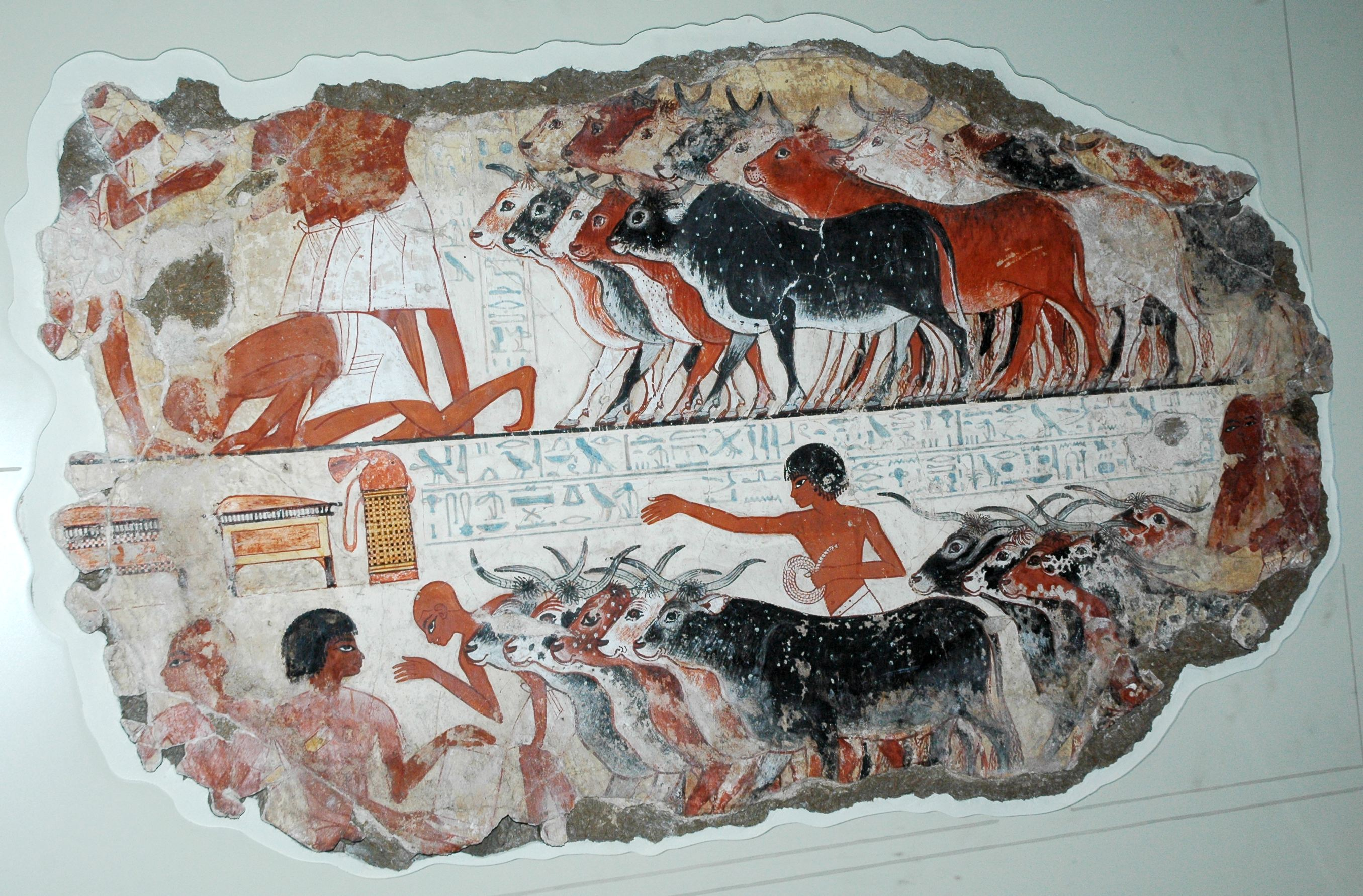
Presentación del ganado vacuno.

### Caza entre papiros

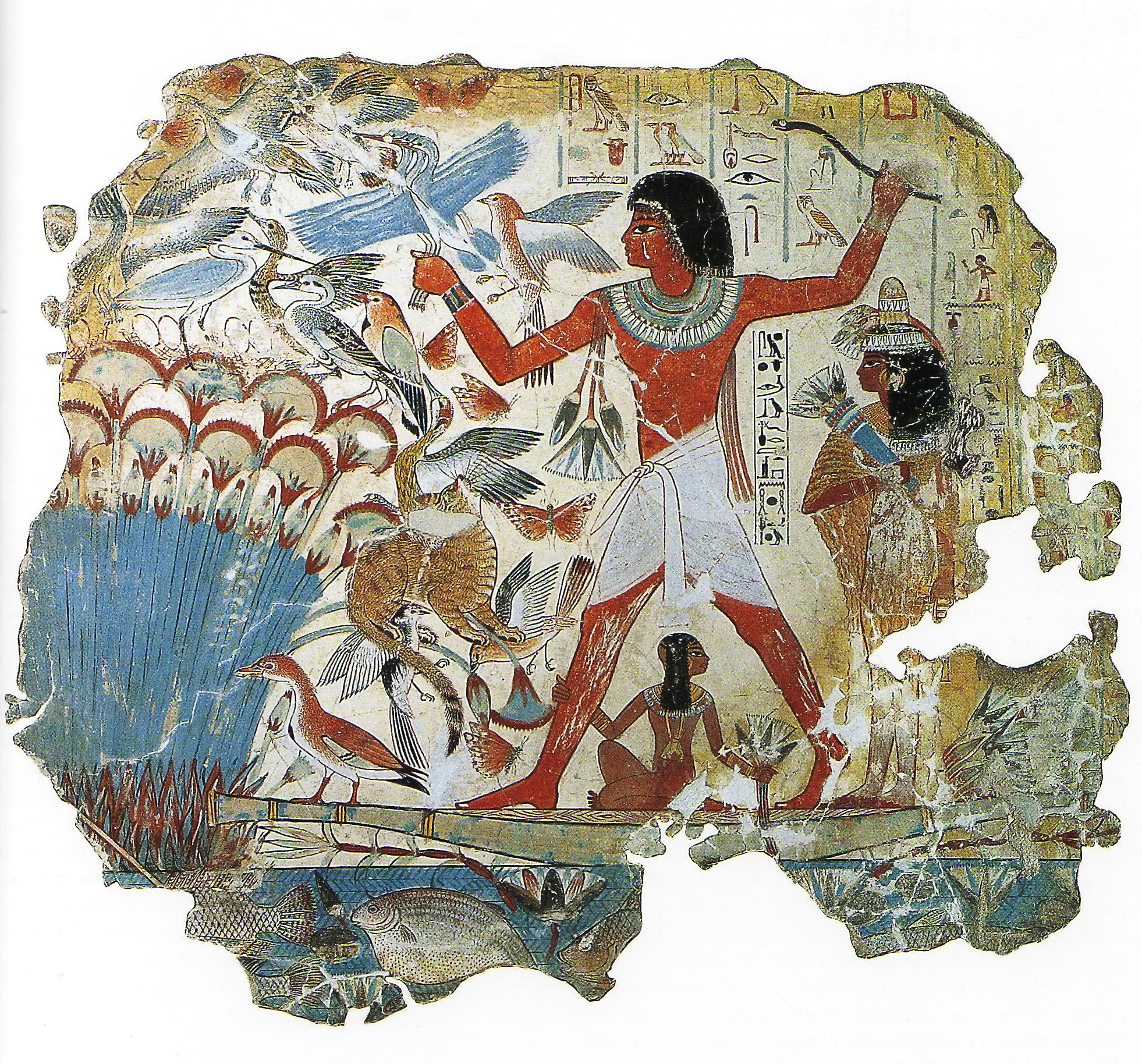
Caza entre papiros.

Esta escena superpoblada y bulliciosa que muestra a Nebamun cazando aves entre los papiros es iconográficamente una de las más importantes, y su composición es una obra maestra. La figura atlética Nebamun domina la escena de pie con las piernas abiertas en un barco; en su mano derecha tiene un palo arrojadizo con forma de serpiente y en la izquierda sostiene tres garzas que aletean. Detrás de él está su esposa Hatshepsut con flores de loto, brotes y un cono de perfume en la cabeza. Entre las piernas de Nebamun se sienta su hija, que se sostiene con la mano derecha de una de sus piernas, y con la izquierda recoge flores de loto. Como muestra de su juventud, está desnuda y solo viste un collar de oro con decoración floral. Incluso en su peinado está implícita su juventud: Lleva una sola coleta gruesa, que cae a lo largo de su rostro.
Caza entre papiros es un motivo conocido desde el Imperio Antiguo, y tanto se puede interpretar como escena realista o como un simbolismo. La caza de aves era un medio para la adquisición de alimentos y un pasatiempo de las clases altas, pero sin duda también tenía un fuerte contenido simbólico: el papiro es considerado el lugar mítico de la fecundidad y de la regeneración y como lugar erótico asociado con frecuencia a la diosa Hathor. Incluso el pájaro de la proa del barco y las joyas, la ropa y la peluca de las mujeres son elementos con una fuerte carga erótica. La caza en sí misma también es un símbolo de la victoria del orden mundial divino sobre las caóticas fuerzas amenazantes.

Todas estas alusiones combinadas generan la lectura de la escena como una imagen de regeneración erótica, renacimiento y eterno entretenimiento, con el triunfo sobre el caos, la enfermedad y la muerte.

### El jardín occidental

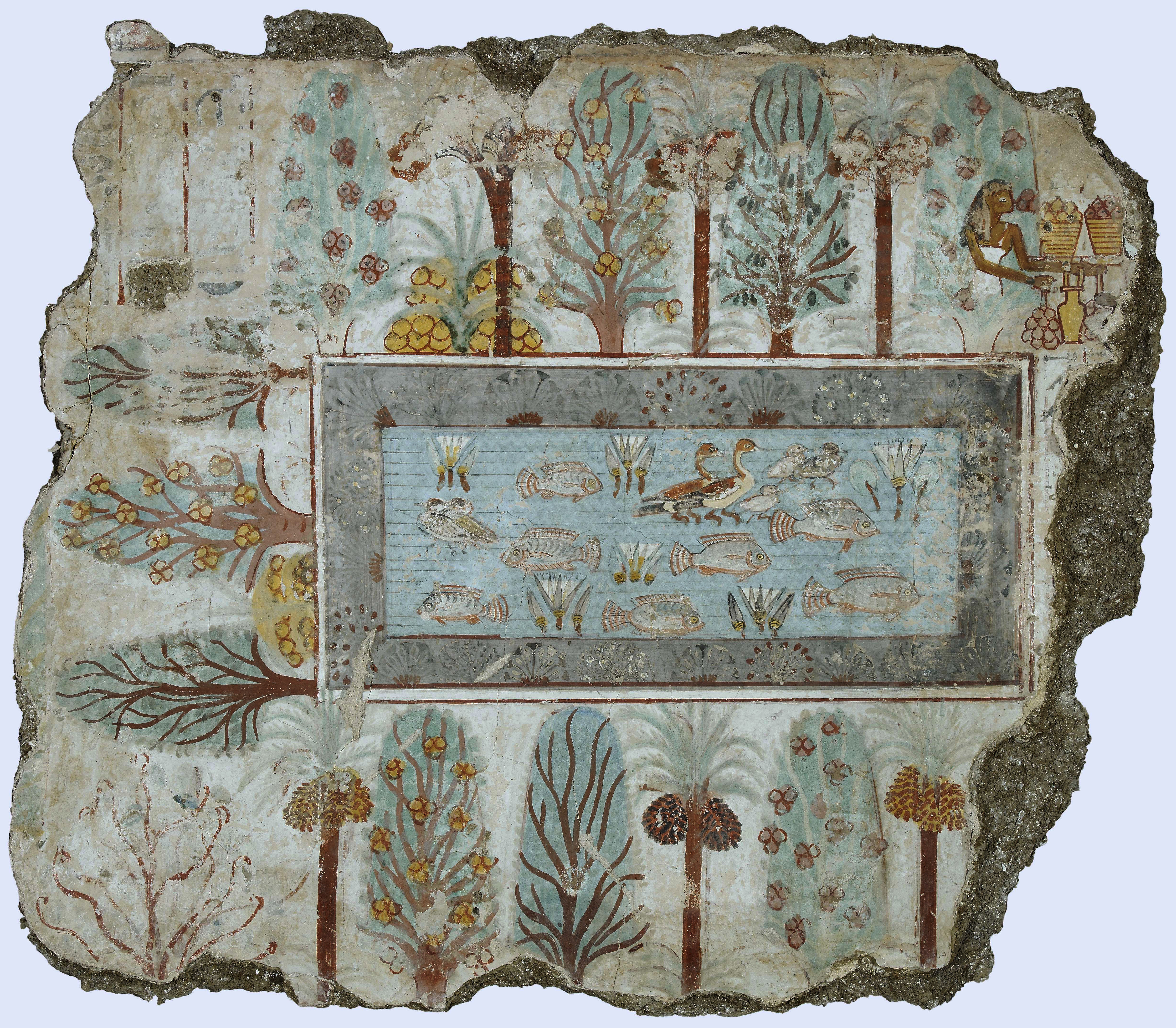
Jardín occidental.

Este cuadro muestra un jardín en el Más Allá (el Oeste) donde una diosa recibe a Nebamun en un oasis paradisíaco. En el centro del jardín hay una alberca repleta de peces tilapia y dos gansos o patos nadando con tres polluelos. Entre las líneas onduladas aparecen de flores, brotes y hojas de loto. La orilla del estanque está llena con papiros y otras plantas, y a su vez rodeada por tres lados con filas de árboles y arbustos: sicómoros, higueras y palmeras.
En la esquina superior derecha aparece entre los sicomoros la pequeña figura de una deidad con una ofrenda de frutas. Es la diosa del cielo, Nut, la garante del renacimiento. En un principio se enfrentaba a un Nebamun en posición de sentado o saludando, posiblemente junto con su esposa, dándole la bienvenida al jardín como un lugar sagrado de felicidad eterna y bienestar.

## Descubrimiento
Una figura clave en el descubrimiento y la adquisición de las pinturas fue el coleccionista Henry Salt, quien era Cónsul General en El Cairo en 1815 y, con la ayuda de Giovanni Battista Belzoni y Giovanni d'Athanasi entre otras, amasó una impresionante colección de objetos del Antiguo Egipto. Giovanni d'Athanasi encontró la tumba capilla en 1820 en la necrópolis de los nobles de Tebas occidental, sin embargo no prestó atención a registrarlo exactamente, por lo que no se sabe mucho al respecto. Los fragmentos que nos han llegado de la tumba capilla de Nebamun son solo una pequeña parte de las pinturas que decoraban sus paredes. Es posible que estas paredes estuvieran en buen estado cuando las descubrió d'Athanasi, y que él y su equipo solo recogiesen las mejores escenas y las más vívidas, las que se adaptasen mejor a la colección de Salt, lo que favoreció la recogida de animales y bailarines. Una gran parte de la tumba fue probablemente muy dañada por su trabajo, por lo que no se podrá identificar con claridad hoy. D'Athanasi se negó siempre a indicar la posición de la tumba.
Diez de los once fragmentos del Museo Británico fueron la primera colección que Salt envió, comprada por £ 2000 y enviada a Londres en 1821. Otros fragmentos más pequeños se encuentran ahora en el Museo Egipcio de Berlín, en el de Bellas Artes de Lyon y en el Museo Calvet de Aviñón.

## Trabajos de investigación y conservación
Entre 2000 y 2009, en el British Museum se realizaron una extensa investigación y trabajos de conservación de las pinturas, cuyos objetivos fueron determinar su origen y exponerlos de forma adecuada. Las pinturas fueron separadas de la escayola que en el siglo XIX se aplicó en su dorso. Esto proporcionó una oportunidad única para llevar a cabo un estudio científico de las técnicas y materiales de las pinturas. Se ha descubierto que los materiales originales eran yeso, pigmentos y portadores color y se pueden identificar los materiales que se han añadido en otros trabajos de conservación y restauración.

### Citas
1. ↑  Salvat, Juan (1970). Historia del arte. Tomo 1. Barcelona: Salvat Editores, Sociedad Anónima. p. 320. ISBN 8434532433.
2. ↑  Richard Parkinson,The Painted Tomb Chapel of Nebamun, British Museum Press, 2008
3. ↑  «New Egyptian Gallery at the British Museum». Archivado desde el original el 22 de mayo de 2011. Consultado el 1 de septiembre de 2008.
4. ↑  Parkinson, 2008, p. 39
5. ↑  Parkinson, 2008, p. 41
6. ↑  Parkinson, 2008, p. 64
7. ↑  Parkinson, 2008, p. 71
8. 1 2  Parkinson, 2008, p. 92
9. ↑  Parkinson, 2008, p. 131
10. ↑  Seidel, Shedid, 1991, p. 17-18
11. 1 2  Parkinson, 2008, p. 132
12. ↑  Parkinson, 2008, p. 13
13. ↑  Parkinson, 2008, p. 10
14. ↑  Parkinson, 2008, p. 8
15. ↑  British Muesum: The conservation and redisplay of the Nebamun Wall paintings.